# Bulbophyllum pingtungense
Bulbophyllum pingtungense là một loài thực vật có hoa trong họ Lan. Loài này được S.S.Ying & S.C.Chen mô tả khoa học đầu tiên năm 1985.